# Totale vraag
Als totale vraag (ook wel geaggregeerde vraag) wordt in de macro-economie de vraag van alle deelnemers aan een gegeven economie aangeduid. De totale vraag bestaat uit de vijf volgende elementen:
{\displaystyle Yd=C+I+O+(E-M)\ }
waarbij
- {\displaystyle C\ } staat voor de consumptie van de huishoudens,
- {\displaystyle I\ } voor Investeringen,
- {\displaystyle O\ } voor overheidbestedingen
- {\displaystyle E\ } voor inkomsten uit export, en
- {\displaystyle M\ } voor uitgaven aan import.